# Pīrvalī Bāghī
Pīrvalī Bāghī (persiska: پیرولی باغی, پيروَلی باغی) är en ort i Iran.   Den ligger i provinsen Västazarbaijan, i den nordvästra delen av landet, 500 km väster om huvudstaden Teheran. Pīrvalī Bāghī ligger 1 363 meter över havet och antalet invånare är 300.
Terrängen runt Pīrvalī Bāghī är kuperad söderut, men norrut är den platt. Runt Pīrvalī Bāghī är det ganska tätbefolkat, med 155 invånare per kvadratkilometer. Närmaste större samhälle är Ḩājjīābād-e Okhtāchī, 6,4 km nordost om Pīrvalī Bāghī. Trakten runt Pīrvalī Bāghī består till största delen av jordbruksmark.